# Jan Liwacz

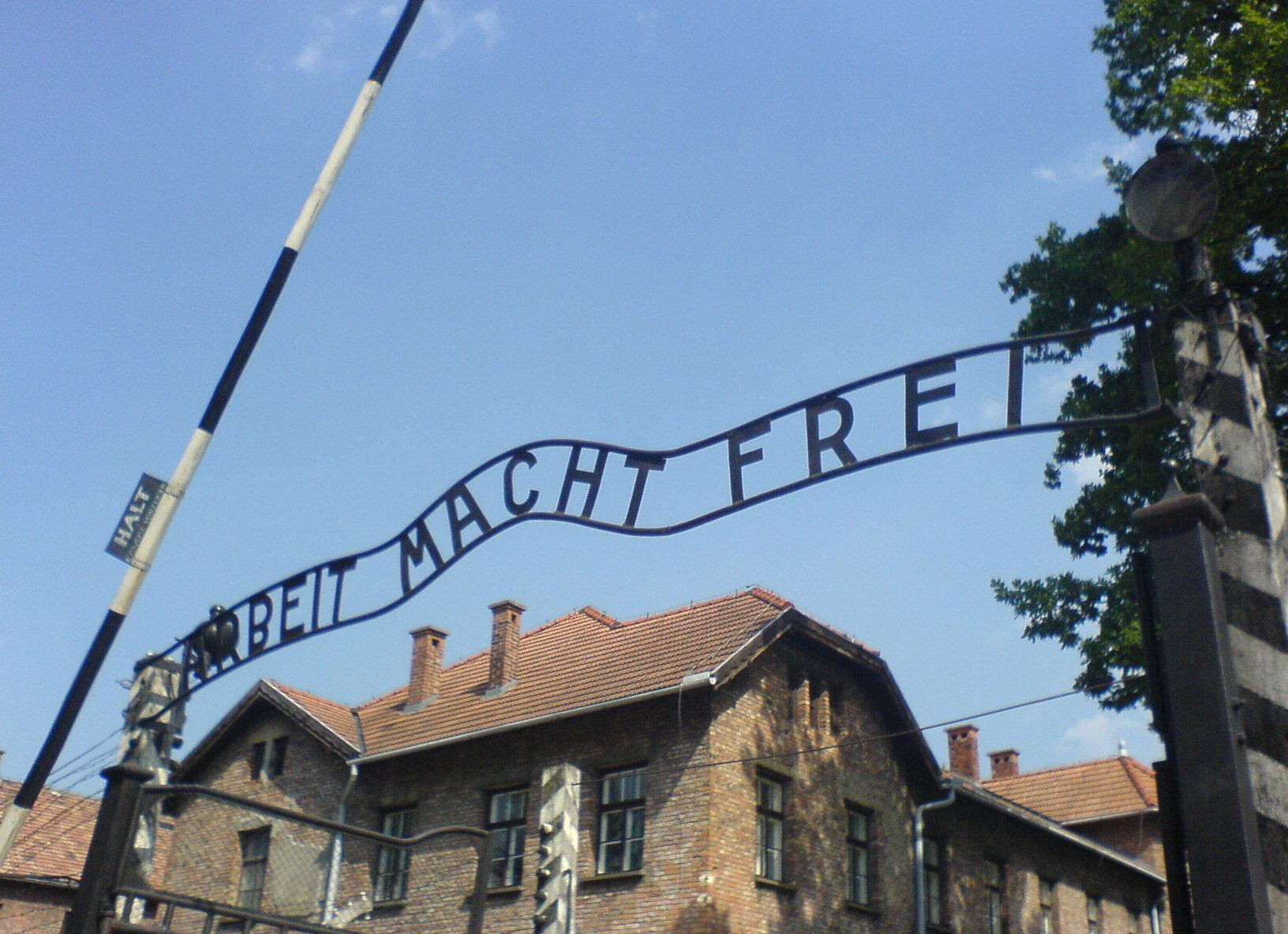
Brama główna do obozu koncentracyjnego Auschwitz z napisem „Arbeit macht frei” wykonanym przez J. Liwacza

Jan Liwacz (ur. 4 października 1898 w Dukli, zm. 22 kwietnia 1980 w Bystrzycy Kłodzkiej) – mistrz kowalstwa artystycznego, więzień obozu koncentracyjnego Auschwitz, wykonawca liter do napisu nad główną bramą wjazdową – Arbeit macht frei, jednego z symboli tego obozu.

## Życiorys
Zatrzymany i aresztowany 16 października 1939 roku w Bukowsku, osadzony w więzieniach w Sanoku, Krośnie, Krakowie i Nowym Wiśniczu; do Auschwitz trafił 20 czerwca 1940 i otrzymał tam numer obozowy 1010. Przydzielony został jako ślusarz do komanda zajmującego się wykonywaniem elementów wyposażenia obozu (krat, balustrad, poręczy, żyrandoli itp., a także figury Bachusa na lampach nad wejściami do baraku 22 [?], gdzie mieściła się kantyna obozowa). Spod jego ręki wyszły także liczne przedmioty wykonywane na zamówienie oficerów SS. Podczas jednej z wizyt kuźnię odwiedził Heinrich Himmler. Specjalnym zadaniem było wykonanie Tierkreiszeichen – 12 znaków zodiaku. Będąc niezastąpionym w swej pracy, wykorzystywał swoje wpływy i pomagał innym więźniom. Spędził łącznie pięć tygodni w bunkrze bloku nr 11 („Bloku Śmierci”), osadzany tam dwukrotnie: w czerwcu 1942 i w marcu 1943 roku. 6 grudnia 1944 roku został przeniesiony do Mauthausen-Gusen (podobozy w Melk i Ebensee).
Po wyzwoleniu obozu w Ebensee (6 maja 1945) wrócił do Polski wraz z kolegą, współwięźniem z Auschwitz, Alfonsem Wroną i osiedlił się na Ziemiach Zachodnich w Bystrzycy Kłodzkiej. Podjął pracę w tamtejszej kuźni, należącej wówczas do rodziny Paula Wolfa. Po wyjeździe rodziny Wolfów do Niemiec w 1946 pracował tam nadal, wykonując prace z dziedziny kowalstwa artystycznego. Między innymi w roku 1953 wykonał – nieodpłatnie, w darze dla miasta – kute ogrodzenie figury św. Trójcy i tzw. podwyższenia na bystrzyckim placu Wolności (rynku). Po przejściu na emeryturę nauczał kowalstwa artystycznego w miejscowej szkole zawodowej. Zmarł w roku 1980 i pochowany został w Bystrzycy Kłodzkiej.
W roku 2008, w 110-lecie urodzin Jana Liwacza, otwarto w Bystrzycy Kłodzkiej wystawę poświęconą jego życiu i działalności. Od tego czasu trwają starania o przywrócenie wykonanej przez niego balustrady na bystrzyckim Placu Wolności.
30 września 2019 roku w Nadolu na ścianie Domu Ludowego odsłonięto tablicę upamiętniającą jego postać.

## Galeria

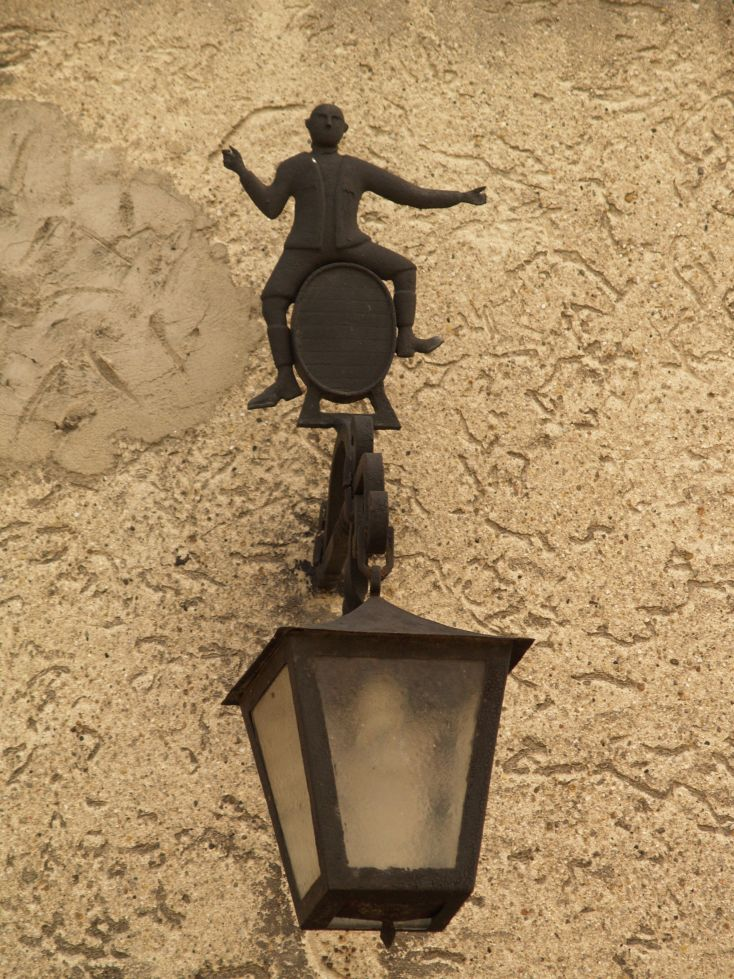
Lampa nad wejściem do kantyny w Auschwitz wykonana przez J. Liwacza
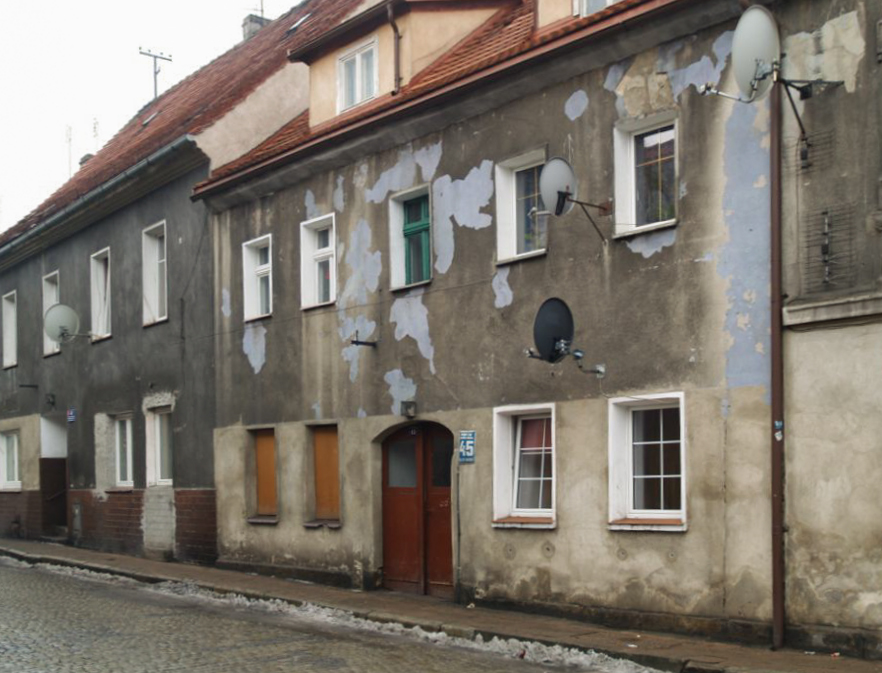
Dawna kuźnia przy Okrzei 45 w Bystrzycy Kłodzkiej, gdzie pracował po 1945 J.Liwacz
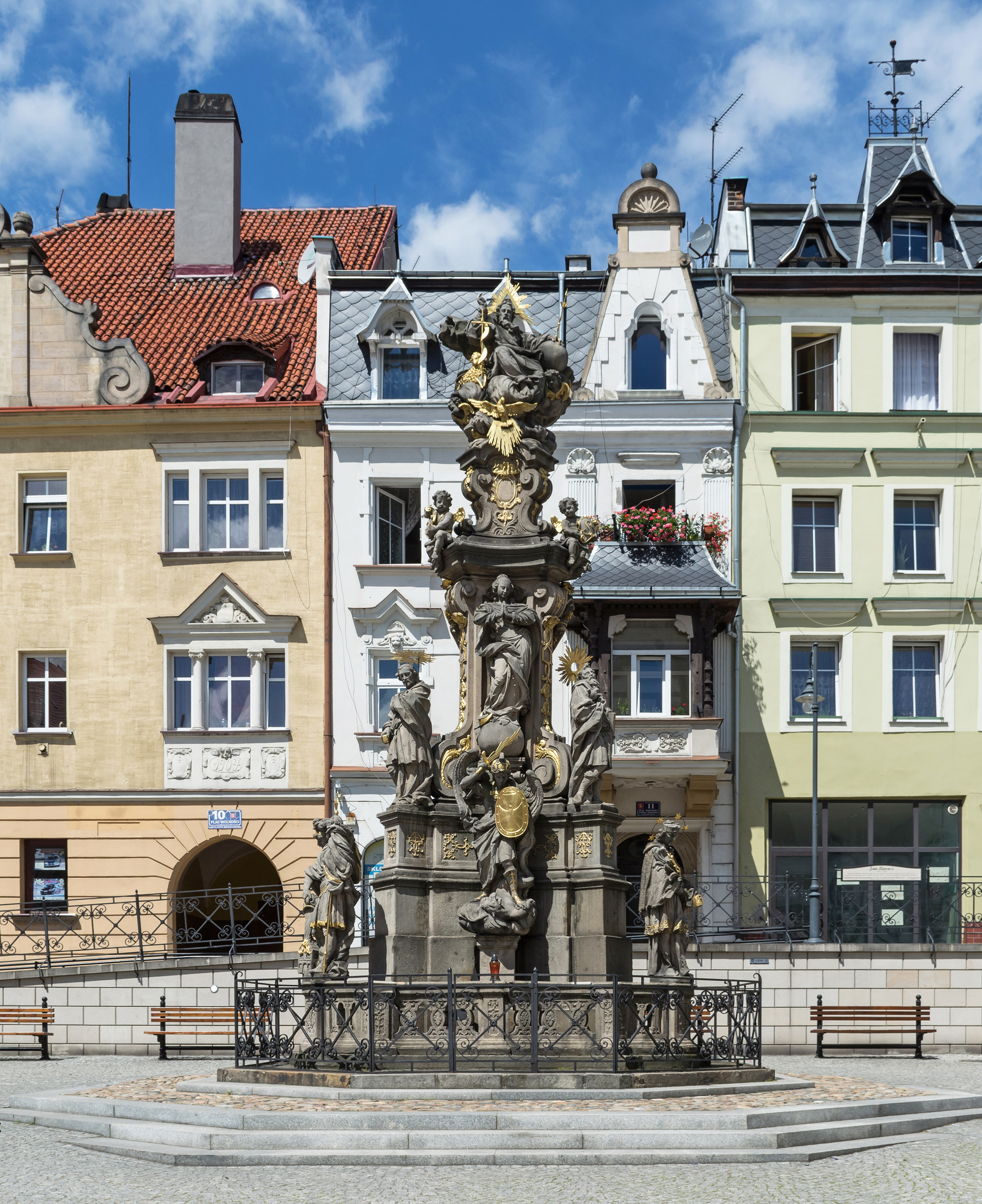
Kolumna Trójcy Świętej w Bystrzycy Kłodzkiej z kratą wykonaną przez J.Liwacza
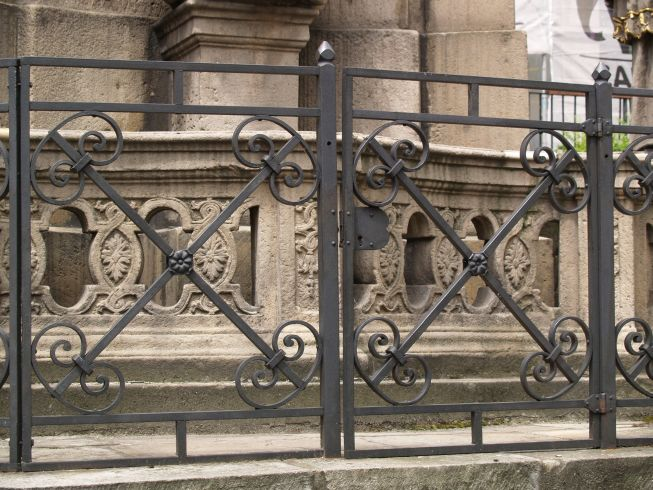
Krata w zbliżeniu
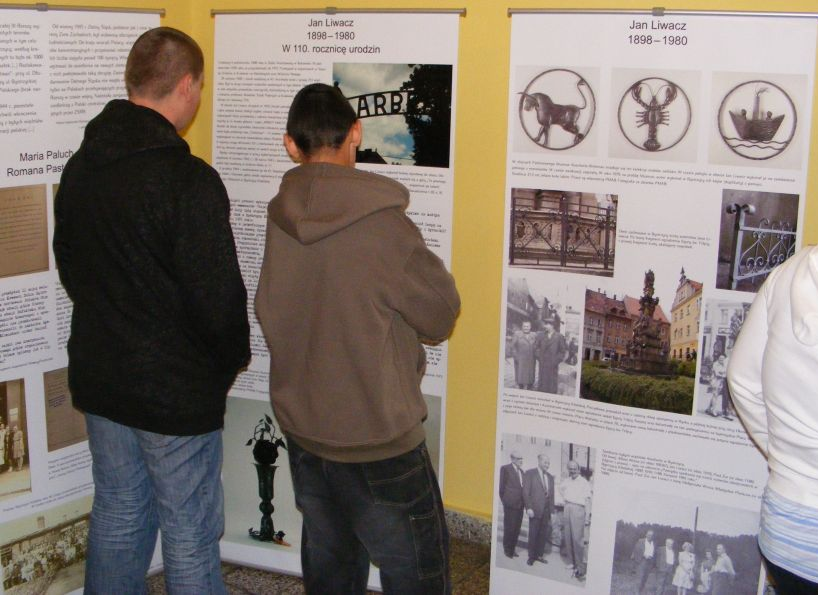
Wystawa „Nasze Korzenie” w Bystrzycy Kłodzkiej, fragment poświęcony J.Liwaczowi